# IDE変換
IDE変換は、IDE規格に準拠していない機器をIDEポートに接続できるようにする装置。ATA変換と呼ぶ場合もある。

## 概要
変換元となる接続規格はSATAのほか、メモリーカード（コンパクトフラッシュやSDメモリーカードなど。IDE接続のメモリーカードリーダライタともいえる）、RAM（SRAMやDRAMなど。IDE接続のハードウェアRAMディスクともいえる）など多岐にわたる。